# Kecamatan Ngoro (distrikt i Indonesien, lat -7,57, long 112,62)
Kecamatan Ngoro är ett distrikt i Indonesien.   Det ligger i provinsen Jawa Timur, i den västra delen av landet, 700 km öster om huvudstaden Jakarta.